# Haiseva
Haiseva är en sjö i kommunerna Varkaus och Leppävirta i landskapet Norra Savolax i Finland. Sjön ligger 81,3 meter över havet. Den är 14 meter djup. Arean är 87 hektar och strandlinjen är 10,73 kilometer lång. Sjön  ingår i Vuoksens huvudavrinningsområde.   Den ligger omkring 59 kilometer söder om Kuopio och omkring 290 kilometer nordöst om Helsingfors. 
I sjön finns öarna Lammassaari och Kalmosaari. 